# Henric al III-lea de Limburg
Henric al III-lea (n. cca. 1140 – d. 21 iunie 1221) a fost duce de Limburg și conte de Arlon de la 1167 până la moarte.
Henric era fiul și succesorul ducelui Henric al II-lea de Limburg cu Matilda de Saffenberg.
În 1172, el a luptat împotriva contelui de Luxemburg, Henric al IV-lea cel Orb și a aliatului acestuia, contele Balduin al V-lea de Hainaut. Împrejurimile Arlonului au fost devastate, iar ducele, depășit de situație, a fost nevoit să acorde recompense contelui de Luxemburg pentru erorile sale. În 1183, Henric a sprijnit alegerea ca arhiepiscop de Trier a lui Fulmar, care se număra printre oponenții împăratului Frederic I Barbarossa.
Henric a trebuit să facă față nepotului său de frate, ducele Henric I de Brabant, conflictul izbucnind de pe urma poziției de apărător al abației de Sint-Truiden. Ducele din Brabant emitea pretenții asupra acesteia, ca parte a zestrei mamei sale. O înțelegere a pus capăt conflictului în 1191, iar ducele de Limburg a devenit vasal al ducelui de Brabant. În continuare, cei doi duci au colaborat în chestiunile ce țineau de regiunile din Belgia.
Ulterior, Henric l-a sprijinit pe pretendentul imperial Otto de Braunschweig împotriva lui Filip de Hohenstaufen, pentru poziția de rege al Germaniei. El a participat la bătălia de la Bouvines din 1214, care a constituit un dezastru pentru susținătorii lui Otto al IV-lea.